# Haematopota restricta
Haematopota restricta är en tvåvingeart som beskrevs av H. Oldroyd 1952. Haematopota restricta ingår i släktet Haematopota och familjen bromsar.
Artens utbredningsområde är Angola. Inga underarter finns listade i Catalogue of Life.